# Habib Jaouachi
Habib Jaouachi (arabe : حبيب الجواشي), né le 3 août 1974 à Mareth et décédé le 16 novembre 2016 dans la même ville, est un footballeur tunisien évoluant au poste de gardien de but. 

## Carrière
Habib Jaouachi joue successivement à l'Association sportive de Mareth, à l'Association sportive de l'Ariana, à Grombalia Sports, à l'Association sportive de Djerba, au Stade gabésien, au Club africain puis à l'Étoile sportive du Sahel.
Il est également sélectionné en équipe nationale lors de la CAN 2002, en tant que gardien remplaçant.
Sa carrière sportive s'arrête à la suite d'une blessure à la colonne vertébrale lors de l'un de ses matchs avec l'Étoile sportive du Sahel. Pour subvenir aux besoins de sa famille, il doit travailler comme ouvrier agricole jusqu'à ce que son handicap ne l'en empêche définitivement. Face à cette situation, il ne reçoit aucun soutien de ses anciens partenaires de football. Néanmoins, peu avant son décès, il parvient à être opéré grâce à l'initiative de deux Tunisiens résidant à l'étranger.